# Quedius rhenanus
Espèce
Quedius rhenanus est une espèce fossile d'insectes coléoptères de la famille des Staphylinidae, du genre Quedius.

## Classification
L'espèce Quedius rhenanus est décrite en 1937 par le paléontologue français Théobald (1903-1981),. 

### Holotype fossile
Cet holotype R654(798), empreinte(contre-empreinte), de l'ère Cénozoïque, de l'époque Oligocène inférieur ou Rupélien (33,9 à 28,1 Ma) fait partie de la collection Mieg conservée au musée de Bale en Suisse, et vient de l'assise des marnes en plaquettes du Sannoisien moyen du gisement de Kleinkembs dans le pays de Bade et Bade-Wurtemberg, juste au sud de la frontière franco-allemande du Rhin. Il y a aussi trois cotypes R25, R63, et R642.

### Étymologie
L'épithète spécifique rhenanus évoque les lieux de découverte du fossile holotype, selon le paragraphe #Holotype fossile.

## Description

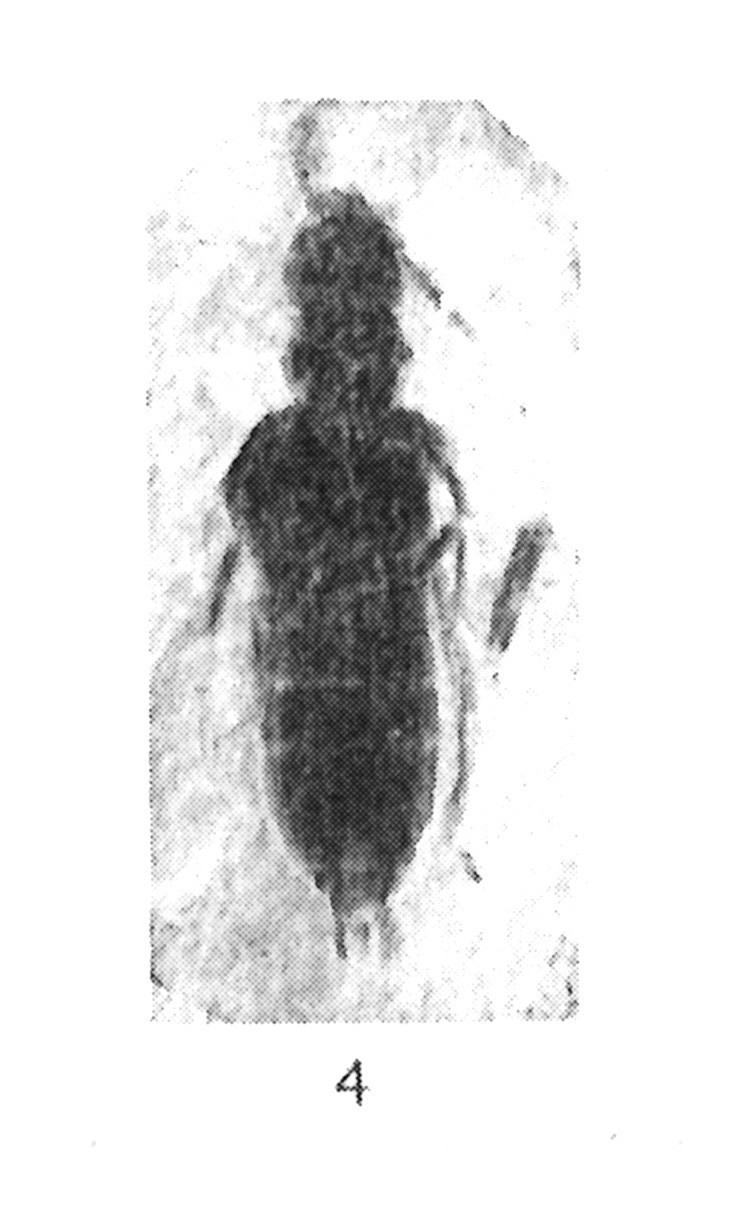
Quedius rhenanus 1937 N. Théobald Holotype éch R654 x 3 p. 166 pl. III Insectes du Sannoisien de Kleinkembs.

### Caractères
La diagnose de Nicolas Théobald en 1937, : 

« Corps allongé, de couleur brun mordoré, la chitine est conservée par endroits et a dû avoir un éclat métallique doré. Antennes et ailes membraneuses et couleur pâle.
Tête arrondie, un peu allongée parce qu'on voit en avant les mandibules et les mâchoires ; légèrement rétrécie à l'avant ; fortement contractée et arrondie en arrière des yeux ; deux mandibules en forme d'arcs ; antennes insérées sur le bord antérieur du front, à l'angle interne des mandibules ; toutes les deux bien visibles, l'une dirigée en avant, l'autre repliée en arrière ; articles courts, s'épaississant vers l'extrémité, le dernier ovale et plus long que les autres, finement poilus ; yeux petits ; deux points enfoncés au milieu de la tête et deux autres près du bord postérieur.
Cou net ; pronotum de forme subhexagonale ; angles latéraux arrondis ; surface lisse, régulièrement convexe sur les parties latérales ; une rangée de points enfoncés de chaque côté (v. dessin). Élytres dépassant le prothorax, ne se recouvrent pas ; bord sutural droit ; bords externes droits, à peine divergents en arrière ; sommet arrondi ; reflet roux chatoyant. Ailes membraneuses mal conservées, atteignant l'extrémité de l'abdomen, de teinte jaunâtre. pattes en partie conservées ; patte I avec fémur court, tibia cylindrique et armé d'épines ; pattes II plus longue ; fémur III avec une arête longitudinale.
Abdomen à sept segments bien visibles ; bords à peu près parallèles ; à peine renflé vers le milieu, puis se rétrécit vers l'extrémité ; surface poilue ; à l'apex une lame médiane et deux stylets garnis de poils noirs et raides. ».

### Dimensions
La longueur totale est de 11 mm (y compris mandibules et furcas) ; antennes de longueur 2 mm ; tête de longueur 1,5 mm et largeur 1,5 mm ; prothorax de longueur 1,5 mm et largeur 1,75 mm ; élytres de longueur 2,2 mm et largeur 1,2 mm ; abdomen de longueur 2,5 mm.

### Affinités
« L'échantillon présente les caractères du g. Quedius Steph. Il est très voisin de Quedius flichei de Céreste (v.chap. VI), mais il s'en distingue par son prothorax à angles latéraux plus saillants et sans carène ; Q. flichei est de taille supérieure. Diffère aussi de Q. lorteti Oust. et Q. reynesi Oust. d'Aix par la forme du prothorax, de la tête et une taille plus grande.
Semble voisin de Microsaurus (Quedius) abietum Kiesw. ».

## Biologie
« Le g. Quedius est un genre cosmopolite vivant dans des conditions variées. Ces Insectes préfèrent les régions chaudes et humides. On les trouve souvent réunis en grand nombre dans les matières végétales en décomposition, dans les mousses et quelques-uns même dans les fourmilières. Microsaurus brevis Er. de nos régions se rencontre souvent dans les nids de Formica rufa. De nombreuses fourmis existe à Céreste, on peut supposer que Quedius Flichei avait peut-être des mœurs analogues. ».

« Ici encore on peut noter la coexistence du g. Quedius et de leurs hôtes probables, les Formicidés. ».

## Galerie
- Quelques espèces vivantes du genre Quedius.
- Quedius brevis.
- Quedius cinctus.
- Quedius longicornis.
- Quedius mesomelinus.
- A Q. obliqueseriatus B Q. suramensis. C Sclerites dans le sac interne de Q. jenisseensis.

### Publication originale
- [1937] Nicolas Théobald, « Les insectes fossiles des terrains oligocènes de France 473 p., 17 fig., 7 cartes,13 tables, 29 planches hors texte », Bulletin Mensuel de la Société des Sciences de Nancy et Mémoires de la Société des sciences de Nancy, Imprimerie G. Thomas,‎ 1937, p. 1-473 (ISSN 1155-1119 et 2263-6439, OCLC 786027547). .